# NGC 5991
NGC 5991 ist eine 14,0 mag helle Spiralgalaxie vom Hubble-Typ S im Sternbild Schlange am Nordsternhimmel. Sie ist schätzungsweise 308 Millionen Lichtjahre von der Milchstraße entfernt und hat einen Durchmesser von etwa 90.000 Lj.
Im selben Himmelsareal befindet sich u. a. die Galaxie IC 4583.
Das Objekt wurde am 13. Juni 1879 von Édouard Stephan entdeckt.